# Statuette de femme nue debout, représentant peut-être la grande déesse babylonienne
La Statuette de femme nue debout, représentant peut-être la grande déesse babylonienne est une statuette faite d'albâtre, d'or, de verre, et de terre cuite entre 200 av. J.-C. et 200 apr. J.-C. et provenant de Babylone. Elle est originaire d'un ancien fonds du musée du Louvre et fait partie des collections du Département des Antiquités orientales, sous le numéro d'inventaire AO 20132.

## Historique
La Statuette de femme nue debout, représentant peut-être la grande déesse babylonienne est une statuette haute de 21,5 centimètres faite d'albâtre, d'or, de verre, et de terre cuite, et datée entre 200 av. J.-C. et 200 apr. J.-C. Elle provient de Babylone et pourrait représenter la déesse Ishtar.
Originaire d'un ancien fonds, elle fait partie des collections du Département des Antiquités orientales où elle porte le numéro d'inventaire AO 20132.

## Expositions
La Statuette de femme nue debout, représentant peut-être la grande déesse babylonienne est exposée à partir de 2014 dans La Galerie du temps, une des expositions du Louvre-Lens,, où elle remplace une autre statuette de femme nue debout (AO 20217),.